# Leônidas (ur. 1995)
Leônidas, właśc. Leônidas Soares Damasceno (ur. 17 października 1995 w Pelotas w stanie Rio Grande do Sul) – brazylijski piłkarz, grający na pozycji pomocnika.

## Kariera piłkarska

### Kariera klubowa
Wychowanek klubów Fluminense FC i Goiás EC. W 2015 wyjechał do Hongkongu, gdzie rozpoczął karierę piłkarską w klubie Hong Kong Pegasus. W 2016 został wypożyczony do Dreams Metro Gallery. Na początku 2017 wrócił do ojczyzny, gdzie bronił barw klubu Villa Nova AC. 27 maja 2017 zasilił skład ukraińskiej Zorii Ługańsk. 16 lutego 2018 przeniósł się do Olimpiku Donieck. 9 lipca 2018 opuścił doniecki klub.